# Аттіла Гербігер

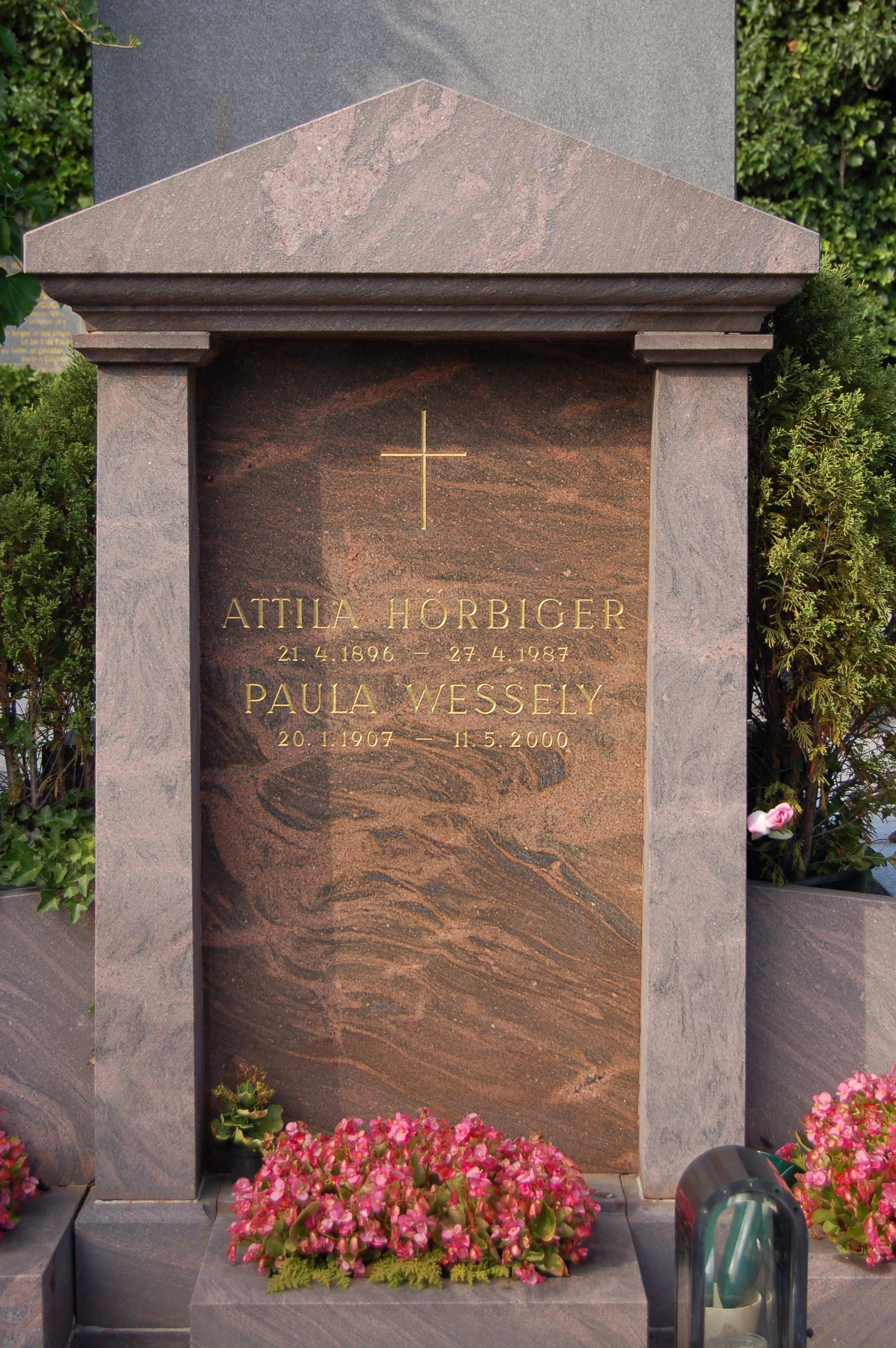
Поховання Аттіли Гербігера на Грінцинзькому кладовищі

Атті́ла Ге́рбігер (також Гьорбіґер, нім. Attila Hörbigerⓘ; 21 квітня 1896, Будапешт, Австро-Угорщина — 27 квітня 1987, Відень, Австрія) — австрійський театральний і кіноактор.

## Біографія
Аттіла Гербігер народився 21 квітня 1896 року в Будапешті, Австро-Угорщина. Він є сином відомого німецького інженера Ганса Гербігера, брат актора Пауля Гербігера, чоловік акторки Паули Весселі та батько Елізабет Орт, Крістіани і Мареси Гербігер.
У 1903 році родина Гербігерів переїхала з Будапешта до Відня. У 1906—1914 роках Аттіла навчався в гімназії, де отримав перший акторський досвід. У 1919 році відбувся його дебют на сцені у Вінер-Нойштадті. Пізніше виходив на сцени Штутгарта, Больцано, Відня, Бад-Ішля, Рейхенберга, Брюнна і Праги. У 1928—1949 роках Гербігер служив у віденському Театрі в Йозефштадті, у 1950—1975 роках входив до трупи Бургтеатру. Після аншлюсу Австрії Гербігер вступив до НСДАП.
У 1941 році разом зі своєю другою дружиною Паулою Весселі зіграв в антипольському й антисемітському пропагандистському фільмі «Повернення додому» (нім. Heimkehr, 1941), поставленому на студії Wien-Film режисером Густавом Учицкі.
Аттіла Гербігер помер 27 квітня 1987 року у Відні, Австрія. Похований на віденському Грінцинзькому кладовищі поряд зі своєю дружиною.

## Фільмографія (вибіркова)
| Рік  |    | Українська назва               | Оригінальна назва             | Роль                                           |
| ---- | -- | ------------------------------ | ----------------------------- | ---------------------------------------------- |
| 1930 | ф  | Безсмертний негідник           | Der unsterbliche Lump         |                                                |
| 1930 | ф  | Великі справи Андреаса Хармера | Die Tat des Andreas Harmer    | Маркус Роберт Гомес                            |
| 1931 | ф  | Її величність наказує          | Ihre Hoheit befiehlt          | часовий                                        |
| 1931 | ф  | Велике кохання                 | Die große Liebe               | Франц                                          |
| 1933 | ф  | Тунель                         | Der Tunnel                    | Гоббі                                          |
| 1935 | ф  | Панкі з Америки                | Punks kommt aus Amerika       | Вернер «Панкі» Гользхаузен                     |
| 1935 | ф  | Кровні брати                   | Blutsbrüder                   | Боян, герой                                    |
| 1935 | ф  | Вар'єте                        | Varieté                       | Георг                                          |
| 1935 | ф  | Марія Башкирцева               | Tagebuch der Geliebten        | Басю                                           |
| 1936 | ф  | Дівочий пансіон                | Mädchenpensionat              | доктор Руплі                                   |
| 1937 | ф  | Прем'єра                       | Premiere                      | доктор Гелдер, комісар поліції                 |
| 1937 | ф  | Манеж                          | Manege                        | Томас Арлен                                    |
| 1938 | ф  | Дівчина з хорошою репутацією   | Das Mädchen mit dem guten Ruf | Тіно                                           |
| 1939 | ф  | Рената у квартеті              | Renate im Quartett            | Міхаель Борн                                   |
| 1939 | ф  | Жінка у потоці                 | Frau im Strom                 | Алоїз Гандерль                                 |
| 1941 | ф  | Повернення додому              | Heimkehr                      | Людвіг Лаунгардт                               |
| 1943 | ф  | Розумна Маріанна               | Die kluge Marianne            |                                                |
| 1944 | ф  | Золоті кайдани                 | Die goldene Fessel            | Глютамер                                       |
| 1945 | ф  | Друзі                          | Freunde                       | Готфрід                                        |
| 1947 | ф  | Безсмертний вигляд             | Das unsterbliche Antlitz      | Юліус Аллгейєр                                 |
| 1948 | ф  | Віденська кавалькада           | Der Engel mit der Posaune     | Франц Альт                                     |
| 1950 | ф  | Зальцбург                      | Salzburg                      |                                                |
| 1950 | ф  | Кордула                        | Cordula                       | Кірбіш                                         |
| 1951 | ф  | Марія Терезія                  | Maria Theresia                | Гаррах                                         |
| 1953 | ф  | Я і моя дружина                | Ich und meine Frau            | Германн Нагмюллер                              |
| 1954 | ф  | Відьма                         | Die Hexe                      |                                                |
| 1955 | ф  | Шпигунство                     | Spionage                      | доктор Гартут                                  |
| 1956 | ф  | Селянин-клятвопорушник         | Der Meineidbauer              | Піхлер, окружний керівник прикордонної поліції |
| 1956 | ф  | Імператорське полювання        | Kaiserjäger                   | полковник Вейгант                              |
| 1960 | тф | Далека країна                  | Das weite Land                | Фрідріх Гофрейтер, фабрикант                   |
| 1961 | ф  | Те, що називають коханням      | Man nennt es Amore            | Альберт                                        |
| 1964 | ф  | Діти                           | Die Kinder                    | член ради Шарайзер                             |
| 1970 | тф | Сутяжник                       | Der Querulant                 | старший лісничий Франц Одлігер                 |
| 1974 | ф  | Карл Май                       | Karl May                      | Мах Дітріх                                     |